# Frasier Crane
El doctor Frasier Winslow Crane es un personaje ficticio interpretado por Kelsey Grammer en las series de televisión estadounidenses Cheers, Frasier y su secuela de 2023. El personaje debutó en el estreno de la tercera temporada de Cheers, "Rebound (Part 1)" (1984), como el interés amoroso de Diane Chambers, parte del arco argumental de Sam y Diane. Con la intención de aparecer solo en unos pocos episodios, la actuación de Grammer en el papel fue elogiada por los productores, lo que los impulsó a ampliar su papel y aumentar su prominencia. Más adelante en Cheers, Frasier se casa con Lilith Sternin (Bebe Neuwirth) y tiene un hijo, Frederick. Después de que terminó Cheers, el personaje pasó a una serie derivada, Frasier, en la que el lapso de sus apariciones televisivas totales asciende a 20 años. En el spin-off, Frasier regresa a su lugar de nacimiento, Seattle, después de su divorcio de Lilith, quien retuvo la custodia de Frederick en Boston, y se reúne con su padre separado, Martin y hermano, Niles.
Grammer recibió premios por interpretar a este personaje en estos dos programas, además de una aparición única en 1992 en Wings. Por su interpretación en Cheers, Grammer fue nominado dos veces como Mejor Actor de Reparto en una Serie de Comedia, pero no ganó en esa categoría. Por interpretar al personaje en Frasier, Kelsey Grammer ganó cuatro premios Emmy de once nominaciones como actor principal destacado en una serie de comedia y dos premios Globo de Oro de ocho nominaciones a mejor interpretación de un actor en una serie de televisión (musical o comedia).
En febrero de 2021, ViacomCBS (ahora Paramount Global) anunció que Grammer retomaría el personaje en una nueva serie en Paramount+.
La familia Crane pertenece a Iglesia episcopal en los Estados Unidos (Comunión Anglicana).

## Biografía
La mayor parte de los primeros años de Frasier Crane fue desarrollada con más detalle en el programa de televisión Frasier, que introdujo elementos de su vida no establecidos en la serie Cheers.
Se estableció en Frasier que Frasier Crane nació en Seattle en 1952, con un episodio ('Back Talk') estableciendo que su cumpleaños era el mismo que uno de los hijos de la Reina Isabel II (esto es imposible, ya que Isabel II no tiene ningún hijo nacido en 1952; su hija mayor nació en 1950 y hay un espacio de diez años hasta el nacimiento de su segundo hijo en 1960). Sin embargo, el significado intencionado es probablemente que ellos comparten un cumpleaños aunque los años de sus nacimientos (y por lo tanto sus edades) sean diferentes. Él es hijo de Hester Rose Crane (una psiquiatra) y Martin Crane (un policía), y tiene un hermano menor, Niles. Hester estaba embarazada de Frasier cuando ella y Martin se casaron, aunque ella había rechazado una propuesta anterior de matrimonio antes de su embarazo. Los dos celebraban su aniversario en una fecha más temprana para evitar que Frasier se enterara. Mientras Hester estaba embarazada de Frasier, uno de sus ratones favoritos de laboratorio - Frasier - murió, y ella bastante conmovida por esta muerte le puso su nombre a su hijo (como fue revelado en el episodio Frasier 'Are You Being Served?' de la Temporada 4).
De niño, Frasier era excepcionalmente sensible, y por ello era un objetivo frecuente de matones. Su compañero más cercano cuando crecía era su hermano aún más sensible Niles, con quien él era sumamente cercano y competitivo. Durante sus años escolares, él evitó actividades típicas "de hombres" como deportes competitivos (pese a la decepción de su padre), y desarrolló intereses en -y con frecuencia destacaba en- otras actividades más intelectuales, como las bellas artes, la cocina y otras. Se aficionó al teatro, apareciendo en varias producciones aficionadas de la escuela, y consideró el actuar como una futura vocación, pero inspirado por su madre, desarrolló una fascinación por la psiquiatría, a la cual llegaría posteriormente al estudiarla en Harvard y Oxford.
Parece haber estado bastante cerca de su madre, juzgando por el episodio de Fraiser titulado "Momma Mia", en el cual Frasier se enamora de Mia (Rita Wilson), una mujer que tiene una semejanza asombrosa con Hester Crane (tanto en el aspecto como en el temperamento), pero es bastante distante con su padre (mantuvieron numerosas discusiones y choques de personalidad).
En algún momento (desconocido) de su vida Fraiser se instaló en Boston (la parte de su vida cubierta en Cheers).
El personaje de Fraiser fue introducido en Cheers en 1984 como un amigo psiquiatra a quien la camarera de Cheers, Diane Chambers, llamó para ayudar a Sam Malone a combatir sus problemas de alcoholismo. Pronto se reveló que Fraiser era el nuevo novio de Diane. Se comprometieron en matrimonio, pero esta relación acabó cuando Diane lo abandonó en el altar. Frasier, sin embargo, haría una aparición regular en la barra y se casaría más tarde, esta vez con Lilith Sternin, una psiquiatra. Juntos, tuvieron un hijo, Fredrick, pero este matrimonio acabó después del adulterio de Lilith con un amigo. Se divorcian en 1993 con Lilith ganando la custodia primaria de Fredrick.
En algún momento, durante su vida en Boston antes de su vuelta a Seattle, su madre Hester falleció (aunque había aparecido en un episodio de Cheers, interpretada por Nancy Marchand). Después de su divorcio con Lilith, Frasier vuelve a Seattle, restablece la relación con su padre y hermano, y consigue un trabajo en la emisora de radio KACL como un psiquiatra de radio. Este es el período cubierto por la serie Frasier.
Pensando con mucha ilusión en la vida de soltero, sus proyectos inmediatamente se ven cambiados (de mala gana y sin quererlo) por su padre; herido en la cadera y forzado a retirarse del departamento de policía, Martin lucha por vivir solo, y como Niles está sumamente poco dispuesto a recogerlo, fuerza a Frasier a hacer un lugar a su padre, el perro de su padre, Eddie, y la nueva fisioterapeuta de su padre, Daphne Moon. Aunque poco dispuesto -ya que los dos no tienen muy buena relación- Frasier, sin embargo, abre la casa a su padre, y aunque con frecuencia entran en disputas y tienen personalidades drásticamente diferentes, los próximos once años se ve a los dos hombres gradualmente acercarse más (al igual que la relación de Frasier con Niles, que permanece tan cercana como competitiva). En el trabajo, él está junto con la productora Roz Doyle en el programa de radio. Aunque son también diferentes en el gusto y en el temperamento, rápidamente se hacen amigos firmes y cercanos.
Durante este período, aunque la carrera de radio de Frasier, sus búsquedas intelectuales y su reputación son bastante fuertes, su vida romántica es con frecuencia desastrosa. Su fracaso con mujeres finalmente cambia cuando él encuentra a Charlotte (Laura Linney), una guía de relaciones que se siente atraída por él. Los dos se enamoran, pero su relación acaba antes de tiempo cuando las circunstancias de Charlotte la fuerzan a volver a Chicago - sin embargo, por una vez Frasier no está dispuesto a rendirse tan fácilmente, y la serie termina con él llegando a Chicago para dar a su relación una segunda oportunidad, después de aceptar un trabajo en San Francisco.

## Personalidad
Fraiser tiene gustos de intelectual, de clase superior y un comportamiento esnob. Disfruta con el vino, en especial del Jerez Amontillado Andaluz (T10 C22) siempre se toma una copa junto a su hermano Niles cuando llegan a su casa, la buena comida y la sastrería cara; también aficionado a las artes (incluyendo la ópera, música clásica y el teatro). Asimismo, conduce vehículos de alta gama, en concreto un BMW 540i (De la serie E34 y E39) y posteriormente otro BMW de la Serie 7 (En concreto un 740i de la serie e65). Su ego junto con su educación en Harvard y Oxford, hacen que esté muy seguro de sí mismo en los consejos que él da en su programa de radio. Es pomposo, propenso a la creación de magníficos discursos en cuanto a sus intenciones y aprovecha al máximo cada oportunidad que alguien le da para hacer un discurso. Con frecuencia, su pomposidad y esnobismo son despreciados por otros personajes que él encuentra.
El doctor Crane es un apasionado de la psiquiatría. Discípulo de Freud, cree fuertemente que "no hay accidentes" y que cada acción lleva con ello un significado y un subtexto inconsciente. También es aficionado a analizar sueños. Esto con frecuencia le conduce a obsesivamente sobreanalizar y preocuparse por el menor detalle en cuanto a su vida y relaciones, que a veces pueden arruinarle algunas experiencias positivas y relaciones en su vida. Es con frecuencia propenso a no hacer caso del consejo (sabio y apropiado) que le da su familia y amigos y seguir su propio camino, que con frecuencia le lleva al desastre. En cambio, Frasier está lleno de consejos para impartir a otros, y ofrece la ventaja de su consejo al tiempo que con frecuencia se mete en los asuntos y relaciones de otros, muy a pesar de su familia y amigos. Aunque este acercamiento sea a veces beneficioso (como su influencia en juntar a su hermano Niles y Daphne Moon).
Quizás debido a todo esto, la vida personal de Fraiser ha sido bastante inestable - su infeliz vida amorosa (en particular sus experiencias traumáticas con Diana y Lilith) lo han llevado a desesperarse en numerosas ocasiones, llevándolo incluso al intento de suicidio durante su divorcio, antes de que el pensamiento de su hijo Fredrick parara el acto.
A pesar de todo esto, Fraiser es esencialmente un personaje comprensivo y agradable. Su pomposidad oculta a un hombre solitario e inseguro que busca el contacto emocional con su familia, amigos y miembros del género opuesto. El doctor Crane oculta un deseo interior de ayudar a cada uno de los que están alrededor de él. De niño era intimidado y marginado con frecuencia, por eso su vida adulta está marcada por un fuerte deseo de ser aceptado y querido por todos. A pesar de su esnobismo, está dispuesto a ayudar a cualquiera.
Frasier habla varios idiomas, incluyendo francés, alemán y español. Aunque cabe aclarar que en el capítulo 21 de la segunda temporada, Frasier y Niles necesitan ayuda de una "inesperada" traductora al idioma alemán, y se hace evidente que Frasier no habla ese idioma.

## Intereses amorosos
A continuación la relación de mujeres a las cuales Frasier intentó o sostuvo una relación amorosa:
1- Clarice Warner: Constance Towers T2 C1 (Slow Tango in South Seattle) Quien fuera su profesora de piano a los 17 años.
2- Catherine: Amanda Donohoe T1 C7 (Llámame irresponsable) Novia de Marco un oyente al que Frasier le pide abandonarla.
3- Cristina Harper: Claire Stansfield T1 C14 (No puedes comprarme amor) Martin convence a Frasier para que se ofrezcan en una subasta de solteros donde es "comprado" por Cristina que le encarga a su hija mentirosa.
4- Carrie: Sara Melson T1 C20 (Cuarenta y tantos) Vendedora de ropa mucho menor que Frasier.
5- Madeline Marshall: JoBeth Williams T2 C8 (Aventuras en el paraíso 1 y 2) Lilith le dice que se casará con Bryan Patchet (James Morrison).
6- Dr. Honey Snow: Shannon Tweed T2 C15 (Rascas mi libro) Le pide a Frasier que escriba el Prefacio de su Libro al que Frasier lo considera un bodrío.
7- Sheila: Téa Leoni (T2 C16) (El programa donde aparece Sam) Prometida de Sam Malone.
8- Babe Glazer: Harriet Sansom Harris T2 C22 (Agentes en América Parte 3) Renegocian contrato de Frasier.
7- Kate Costas: Mercedes Ruehl T3 C6 (Durmiendo con el enemigo) Frasier reúne al talento del aire para respaldar al personal de apoyo en una disputa laboral con la gerente de la estación Kate Costas.
8- Dona: Marnie Mosiman T3 C10 (Es difícil decir adiós si no te vas) Invita a Dona a salir mientras  trata de recuperar a Kate que debe dejar Washington para ir a Chicago para otra estación dándose cuenta de que no son compatibles.
9- Maureen Cutler: Jane Kaczmarek T3 C20 (Historia de policías) Frasier persigue a una atractiva oficial de policía que lo detiene. Cuando él y Martin la rastrean hasta un bar de policías, ella se acerca a Martin. En T4 C9 (Papá ama a Sherry) Maureen, rompe con Martín.
10- Sharon: Jennifer Campbell T4 C2 (El amor muerde al perro) Roz pone a Frasier en contacto con su amiga Sharon, pero Bulldog se la roba y se enamora. Después de pasar el fin de semana con ella, Bulldog sorprende tanto a Frasier como a Roz al enamorarse de ella luego es abandonado por Sharon.
11- Laura París: Lisa Darr T4 C13 (Cuatro para el balancín) Frasier y Niles, por capricho, comparten mesa en el Café Nervosa con dos mujeres atractivas Laura Pasir y Beth Armstrong, lo que se convierte en una cita doble y luego en un viaje de fin de semana a una cabaña en el campo de donde son abandonados por ellas.
12- Stephanie: Patricia Wettig T4 C14 (Matar un pájaro que habla) Niles invita a sus nuevos vecinos y Frasier a Stephanie vecina de Niles a una cena, pero tiene problemas para quitarse su nuevo pájaro mascota de la parte superior de su cabeza.
13- Kimberly Egan: Rebeccah Bush T4 C19 (Tres citas y una ruptura) a repentina ruptura de Martin y Sherry causa estragos en la vida amorosa de Frasier. Justo cuando Frasier había conseguido su mejor marca personal (tres citas diferentes en tres noches consecutivas), la vida amorosa de Martin se derrumba sobre ambos. Kimberly es vegetariana y ama a los animales cosa contraria a Frasier.
14- Adair Peck: Diana Bullock T4 C19 (Tres citas y una ruptura) Sherry la confunde con Kimberly abandonando a Frasier.
15- Leslie Wellman: María del Mar T4 C20 (Tres citas y una ruptura) Martin y Sherry se reconcilian.
16- Elise: Cindy Katz T4 C23 (No me hagas preguntas) Frasier y Elise (Ascensos KACL) coordinan una cita. Mientras toman un café en el Café Nervosa, Niles le pregunta a Frasier si cree que Niles y Maris deben estar juntos.
17- Kelly Easterbrook: Sela Ward T5 C1 (El amigo imaginario de Frasier) Frasier trae de su viaje a Acapulco a una novia supermodelo. Desafortunadamente, tiene problemas para convencer a sus familiares de que ella es real.
18- Samantha Pierce: Lindsay Escarcha T5 C7 (Mi bello Frasier) Frasier sale con Samantha, una abogada de alto nivel. Él y su familia se confunden cuando queda claro que él no es quien "lleva los pantalones" en su relación.
19- Annie: Cynthia LaMontagne T5 C14 (El albergue de esquí) Roz gana un fin de semana en un albergue de esquí y se lo cambia a Frasier. Daphne invita a su amiga Annie, una modelo de trajes de baño. Frasier se enamora de ella, pero ella está interesada en Niles. Alí conocen a Guy (James Patrick Stuart) un instructor de esquí gay, al que le gusta Niles y cree que él también le gusta a Niles.
20- Sharon: Lindsay Price T5 C17 (El chico perfecto) Compañera de trabajo de la estación y cuando un médico apuesto se une a la estación de radio como presentador de un nuevo programa médico, Frasier no puede creer que sea tan perfecto como parece y se niega a descansar hasta que descubre el defecto del hombre.
21- Caitlin: Lisa Edelstein T5 C19 (Frasier tiene que tenerlo) Frasier comienza a salir con una mujer hermosa que no le gusta el vino y es vegana, le cuesta aceptar que la relación se basa en gran medida en la atracción física.
22- Vicky: Claire Yarlett T5 C22 (La vida de la fiesta) Frasier y Niles organizan una fiesta de solteros en el apartamento de Niles. Pronto se enfrentan por la misma mujer Vicky. Martin intenta teñirse el cabello para parecer más joven para la fiesta.
23- Tricia: Lisa Waltz T5 C25 (Fiesta fiesta) Frasier hace un valiente esfuerzo por pasar tiempo con una mujer encantadora Tricia que conoció recientemente en la ópera, pero sin darse cuenta sigue faltando a sus citas debido a una serie de circunstancias divertidas. Al final queda consternado al descubrir que ella es miembro de un grupo religioso evangélico.
24- Rebecca Wendell: Laura Harring T6 C3 (Marca M para Martin) Roz sugiere que Martin se mude con Niles por un tiempo mientras Frasier tiene una cita con la modelo de Lencería.
25- Marie: Teri Hatcher T6 C5 (Primero no hacer) Martin pone a Frasier en contacto con la hermosa hija de Duke, Marie. Su relación florece, pero después de un tiempo él sospecha que a ella sólo le interesa la terapia gratuita.
26- Nancy: Grace Phillips T6 C6 (Admiradora secreta) Un vertiginoso Frasier cree erróneamente que es objeto del afecto de una admiradora secreta, y aunque está rondando a una Nancy excompañera de la radio que lo adora, furtivamente marca todos los números en su pequeño libro negro.
27- Faye Moskowitz: Amy Brenneman T6 C10 (Feliz Navidad, señora Moskowitz) Una mujer judía pone a Frasier en contacto con su hija porque cree que él también es judío. 
28- Cassandra Stone: Virginia Madsen T6 C14 (Tres San Valentín) Tres historias diferentes que siguen a Frasier, Daphne, Niles y Martin el día de San Valentín.
29- Mia Preston: Rita Wilson T7 C1 (Mamá mía) Frasier comienza a salir con Mia Preston, autora de libros para niños. Todos, excepto él, se dan cuenta de que ella es la viva imagen de Hester, su madre y la de Niles.
30- Regan Shaw: Gigi Rice T7 C 6 (Rivales) Frasier regresa a casa y encuentra a una mujer extraña envuelta en una toalla hablando por teléfono. Pronto resulta que su nombre es Regan, recientemente se mudó a la casa de al lado y Martin la rescató cuando accidentalmente se quedó afuera.
31- Lorna Ann "Lana" Gardner: Jean Smart T7 C14 (Gran Crane en el campus) En el Café Nervosa, Frasier se encuentra con la ex reina del baile de graduación, Lorna Lynley. El noviazgo le da a Frasier la oportunidad de vivir los días de gloria de la escuela secundaria que nunca tuvo.
32- Emily: Marg Helgenberger T7 C15 (Salir con papá) La nueva novia de Frasier que conoce en la operacree que Martin es gay e intenta ponerlo en contacto con su tío Edward.
33- Dinah aka Officer Nasty: Rachel York T7 C20 (Sé sincero contigo mismo) Invita a salir a Dinah que es contratada como strepteaser para la despedida de soltero de Donnie. 
34- Miranda Rogers: Tushka Bergen T8 C3 (T8 C3 (Un mal hijo) Directora de una casa de retiro llamada The Colonnade a quien conoció en un bus.
35- Abby Michaels: Teri Polo T8 C6 (Amor y cuidado de curso legal) Frasier contrata a una atractiva abogada, Abigail Michaels, para que se encargue de su demanda con Donnie, pero de repente abandona la demanda dándose cuenta de que le cobra cada minuto de sus serivicios.
36- Mónica: Charlotte Ross T8 C13 (Frasiers deslizantes) Frasier va a un evento de citas rápidas una linda chica llamada Mónica lo tira al suelo en Nervosa. Vemos lo que hubiera pasado en cada circunstancia.
37- Claire French: Patricia Clarkson T8 C22 (Un capricho pasajero) Frasier acepta sesiones de estudio con Kirby, el hijo de Lana, para salir con Claire.
38- Kris: Bridgette Wilson-Sampras (Librera), Lisa: Bellamy Young (Compañera de Martin) y Susanna: Allison Janney (Amiga de Roz) T9 C17 (Tres citas a ciegas) Han pasado algunos meses desde que Frasier tuvo una cita, por lo que Niles, Roz y Martin intentan ponerlo en contacto con alguien. Sin embargo, quizás el destino sea el mejor casamentero.
39- Chelsea: Jeanne Tripplehorn T10 C15 (Novia trofeo) Después de ganar un torneo de squash junto con la profesora de gimnasia Chelsea, Frasier comienza a salir con ella. Sin embargo, verla en el trabajo un día le trae las pesadillas de un entrenador abusivo de su infancia.
40- Julia Wilcox: Felicity Huffman T10 C23 (Una nueva posición para Roz) Julia ha terminado su aventura con Avery, y oscila entre la depresión y la ira. Frasier ofrece su apoyo, incluso a pesar de su determinación de irrumpir en la oficina de Avery y provocar el caos escondiéndose en el armario.
41- Ronee Lawrence: Wendie Malick T11 C4 (La niñera) Mientras compran un sofá, Frasier y Niles se encuentran con Ronee Lawrence una ex niñera de hace años que rechazó el afecto de Frasier.
42- Ann Hodges: Julia Sweeney T11 C5 (El marcador de posición) Roz reúne a Frasier con su amiga Ann que trabaja en Seguros a la que sale despidiendo de su primera cita para conocer mejor a la prima de Kenny Daly (Tom McGowan) Liz Wright (Krista Allen) que trabaja en Artes. 
43- Caroline: Lisa Thornhill T11 C13 (La Ann que vino a cenar) Ann Hodges acepta a regañadientes evaluar el apartamento de Frasier para obtener una cotización de seguro de hogar; pero cuando se cae y se rompe la pierna, Frasier teme presentar una demanda.
44- Charlotte (Laura Linney) T11 C20 (Y Frasier hace tres) Frasier planea citas elaboradas para intentar alejar a Charlotte de su novio, pero termina siendo una tercera rueda cuando Frank aparece continuamente, quien no se da cuenta de sus intenciones.
45- Siobhan: Jacqueline Obradors T1 C6 2023 (Cita a ciegas) Eve accede a concertar citas a ciegas con Frasier y Freddy, pero cuando se espera que ambas mujeres coincidan la misma noche, padre e hijo empiezan a volverse uno contra el otro.